# District d'Aix-la-Chapelle
1816–1972
Entités précédentes :
- Empire français (Roer)

Entités suivantes :
- Rhénanie-du-Nord-Westphalie

Le district d'Aix-la-Chapelle (en allemand : Regierungsbezirk Aachen) est un ancien district (1816-1972) du grand-Duché du Bas-Rhin (1816-1822), puis de la province de Rhénanie (1822-1945) et, enfin, de Rhénanie-du-Nord-Westphalie (1946-1972).
Son chef-lieu est Aix-la-Chapelle.

## Divisions administratives
- Arrondissement d'Aix-la-Chapelle
- Arrondissement de Blankenheim (de) (jusqu'en 1818, intégré à l'arrondissement de Gemünd (de))
- Arrondissement de Düren (de)
- Arrondissement d'Erkelenz (de)
- Arrondissement d'Eupen (jusqu'en 1920, annexé par la Belgique)
- Arrondissement de Geilenkirchen (jusqu'en 1932, intégré à l'arrondissement du Selfkant de Geilenkirchen-Heinsberg)
- Arrondissement du Selfkant de Geilenkirchen-Heinsberg (à partir de 1932)
- Arrondissement de Gemünd (de) (jusqu'en 1829, intégré à l'arrondissement de Schleiden (de))
- Arrondissement d'Heinsberg (jusqu'en 1932, intégré à l'arrondissement du Selfkant de Geilenkirchen-Heinsberg)
- Arrondissement de Juliers (de)
- Arrondissement de Malmedy (jusqu'en 1920, annexé par la Belgique)
- Arrondissement de Montjoie (de)
- Arrondissement de Saint-Vith (de) (jusqu'en 1821, intégré à l'arrondissement de Malmedy)
- Arrondissement de Schleiden (de) (à partir de 1829)

## Présidents de district
- 1816 – 1834 : August von Reiman (de)
- 1834 – 1837 : Adolf Heinrich von Arnim-Boitzenburg
- 1837 – 1844 : Christoph von Cuny (de)
- 1844 – 1848 : Busso von Wedell
- 1848 – 1866 : Friedrich von Kühlwetter
- 1866 – 1872 : Moritz von Bardeleben
- 1872 – 1878 : Adolf Hilmar von Leipziger (de)
- 1878 – 1892 : Otto von Hoffmann
- 1892 – 1907 : Julian von Hartmann (de)
- 1907 – 1917 : Maximilian von Sandt
- 1917 – 1922 : Adolf von Dalwigk zu Lichtenfels (de)
- 1922 – 1928 : Wilhelm Rombach (de)
- 1928 – 1933 : Georg Stieler (de)
- 1933 – 1936 : Eggert Reeder
- 1936 – 1945 : Franz Vogelsang (de)
- 1945 – 1950 : Ludwig Philipp Lude (de)
- 1950 – 1955 : Heinrich Brand (de)
- 1955 – 1967 : Hubert Schmitt-Degenhardt (de)
- 1968 – 1972 : Josef Effertz (de)